# Arhangelszki terület
Az Arhangelszki terület (oroszul Архангельская область [Arhangelszkaja oblaszty]) az Oroszországi Föderáció tagja. Székhelye Arhangelszk. 2010-ben népessége 1 227 626 fő volt. A Nyenyecföld autonóm terület az Arhangelszki területhez tartozik. Közigazgatásilag ide tartozik a sarkvidéki Novaja Zemlja és a Ferenc József-föld is. Nagy térségek vannak lezárva katonai okokból.

## Földrajz
A szakasz tartalma az Arhangelszki terület fő részére vonatkozik Nyenyecföld, Novaja Zemlja és a Ferenc József-föld nélkül.
A Kelet-európai-síkságon elterülő dombos vidék; északkeleti része a Tyiman-hátsághoz tartozik, ami egy ún. síksági karszt. Szomszédai nyugaton Karélia, északnyugaton a Fehér-tenger, északon Nyenyecföld, keleten Komiföld, délkeleten a Kirovi terület, délen a Vologdai terület. Fő folyói az Északi-Dvina, a Mezeny és az Onyega. Erdős növényzet borítja.

## Népesség

### Nemzetiségi megoszlás
A lakosság döntő többsége orosz nemzetiségű, de más nemzetiségek is lakják, főleg ukránok, nyenyecek, fehéroroszok és komik.
|              | 1959-es népszámlálás | 1989-es népszámlálás | 2002-es népszámlálás | 2010-es népszámlálás |
| ------------ | -------------------- | -------------------- | -------------------- | -------------------- |
| oroszok      | 1 166 788 (91,45%)   | 1 446 210 (92,13%)   | 1 258 938 (94,19%)   | 1 148 821 (93,58%)   |
| ukránok      | 48 098 (3,77%)       | 53 428 (3,4%)        | 27 841 (2,08%)       | 16 976 (1,38%)       |
| nyenyecek    | 5 320 (0,42%)        | 7 178 (0,46%)        | 8 326 (0,62%)        | 8 020 (0,65%)        |
| fehéroroszok | 18 790 (1,47%)       | 19 949 (1,27%)       | 10 412 (0,78%)       | 5 810 (0,47%)        |
| komik        | 7 176 (0,56%)        | 7 256 (0,46%)        | 5 745 (0,43%)        | 4 583 (0,37%)        |
| összesen     | 1 275 839            | 1 569 679            | 1 336 539            | 1 227 626            |

### Települések
| Magyar név      | Orosz név     | Város lett | Lélekszám (2010) | Közigazgatási beosztás |
| --------------- | ------------- | ---------- | ---------------- | ---------------------- |
| Arhangelszk     | Архангельск   | 1584       | 348 783          |                        |
| Szeverodvinszk  | Северодвинск  | 1938       | 192 353          |                        |
| Kotlasz         | Котлас        | 1917       | 60 562           |                        |
| Novodvinszk     | Новодвинск    | 1977       | 40 615           |                        |
| Korjazsma       | Коряжма       | 1985       | 39 641           |                        |
| Mirnij          | Мирный        | 1966       | 30 280           |                        |
| Velszk          | Вельск        | 1780       | 23 885           | Velszki járás          |
| Nyandoma        | Няндома       | 1939       | 22 356           | Nyandomai járás        |
| Onyega          | Онега         | 1780       | 21 359           |                        |
| Kargopol        | Каргополь     | 1776       | 10 214           | Kargopoli járás        |
| Senkurszk       | Шенкурск      | 1780       | 5 702            | Senkurszki járás       |
| Mezeny          | Мезень        | 1780       | 3 575            | Mezenyi járás          |
| Szolvicsegodszk | Сольвычегодск | 1796       | 2 460            | Kotlaszi járás         |

## Közigazgatás és önkormányzatok

Az Arhangelszki terület térképe (Nyenyecföld és Novaja Zemlja nélkül)

### Politikai vezetés
A terület kormányzója: 
- Igor Anatoljevics Orlov: 2012-től 2020. április 2-ig; fél évvel hivatali idejének lejárta előtt nyugdíjazását kérte.
- Alekszandr Vitaljevics Cibulszkij: 2020. április 2. – Putyin elnök rendeletével a kormányzói feladatokat ideiglenesen ellátó megbízott. Kinevezéséig Nyenyecföld autonóm körzet vezetője volt. Itteni megbízatása a szeptemberben esedékes kormányzói választásig szól.[3]

### Járások
| Magyar név                 | Orosz név                             | Székhely              | Lélekszám (2010) |
| -------------------------- | ------------------------------------- | --------------------- | ---------------- |
| Holmogori járás            | Холмогорский район                    | Holmogori             | 25 061           |
| Kargopoli járás            | Каргопольский район                   | Kargopol              | 18 466           |
| Konosai járás              | Коношский район                       | Konosa                | 26 106           |
| Kotlaszi járás             | Котласский район                      | Kotlasz               | 21 005           |
| Krasznoborszki járás       | Красноборский район                   | Krasznoborszk         | 13 815           |
| Lenai járás                | Ленский район                         | Jarenszk              | 13 362           |
| Lesukonszkojei járás       | Лешуконский район                     | Lesukonszkoje         | 7 979            |
| Mezenyi járás              | Мезенский район                       | Mezeny                | 10 330           |
| Nyandomai járás            | Няндомский район                      | Nyandoma              | 30 244           |
| Onyegai járás              | Онежский район                        | Onyega                | 14 017           |
| Pinyegai járás             | Пинежский район                       | Karpogori             | 26 978           |
| Pleszecki járás            | Плесецкий район                       | Pleszeck              | 49 077           |
| Senkurszki járás           | Шенкурский район                      | Senkurszk             | 15 196           |
| Tengermelléki járás        | Приморский район                      | Arhangelszk           | 25 466           |
| Usztyjai járás             | Устьянский район                      | Oktyabrszkij          | 30 581           |
| Velszki járás              | Вельский район                        | Velszk                | 54 792           |
| Verhnyaja Tojma-i járás    | Верхнетоемский район                  | Verhnyaja Tojma       | 17 060           |
| Vilegodszki járás          | Вилегодский район                     | Iljinszko-Podomszkoje | 11 158           |
| Vinogradov járás           | Виноградовский район                  | Bereznyik             | 16 753           |
| Szoloveckiji járás         | Соловецкий район                      | Szoloveckij           | 861              |
| Novaja Zemlja önkormányzat | Муниципальное образование Новая Земля | Belusja Guba          | 2 429            |

Az utolsó kettő kivételével valamennyi járásban járási önkormányzat működik.
A Szoloveckiji járás a Fehér-tengerben fekvő Szoloveckij-szigeteket foglalja magába, közigazgatási szempontból önálló, önkormányzati szempontból viszont a Tengermelléki járáshoz tartozik, annak egyik falusi községét alkotja.
A Jeges-tenger hatalmas szigetpárja, Novaja Zemlja nem számít járásnak, és nem tartozik egyik járáshoz sem. Statisztikai szempontból a járásoknak megfelelő területi egységként kezelik, önkormányzati szempontból pedig különálló városi körzetet alkot.

## Gazdaság
Főleg ipari vidék, de a halászat és az erdészet is fontos ágazatok. A fafeldolgozás, bútorgyártás, a papír- és cellulózgyártás mellett bányászata jelentős: ásványkincsei a kőolaj, a bauxit, a titán, az arany és a mangán.
Itt található a Pleszeck űrrepülőtér.